# Charles Mehl
Charles Mehl, né le 19 octobre 1830 à Strasbourg et mort le 29 décembre 1896 à Versailles, est un bibliographe français d'origine alsacienne.

## Biographie
Après des études classiques au lycée, il embrasse une carrière dans l'administration à la préfecture du Bas-Rhin. Il y est tout d'abord chef de division, puis chef du bureau de la librairie et enfin chef de cabinet du préfet, le baron Pron. C'est lors de cette première carrière, vers 1856, qu'il devient l'ami épistolaire de Lorédan Larchey, bibliothécaire à la Bibliothèque Mazarine et journaliste.
Amoureux des livres rares et des curiosités bibliographiques, Mehl avait la vocation et les qualités, l’érudition et le flair du bibliophile et poursuivait une activité de bibliophile avisé en dehors de ses occupations bureaucratiques. En 1861, il a publié sans nom d’auteur Point de lendemain de Vivant Denon, plaquette précédée d’une notice bibliographique, où l’éditeur, d’accord avec Balzac, qui avait inséré ce conte dans sa Physiologie du mariage, attribue la paternité de ce conte au chevalier Dorat.
Mais ces occupations bureaucratiques n’absorbaient pas l’activité d’esprit de Mehl et n’avaient pas étouffé en lui le goût des choses de l’art et de la littérature. De bonne heure s’était éveillé en lui l’Sa vie bascule avec la défaite de 1870. Optant pour la France, il s'installe à Paris pour faciliter la vie des Alsaciens exilés, mais se fait bientôt mettre en retraite du ministère de l'Intérieur. Abandonnant les mondanités, particulièrement le théâtre, qu'il appréciait, il contribue notamment à la fondation de l'association L'Alsace à table, et se consacre à l'enrichissement de sa collection d'alsatiques.
Lorédan Larchey dit de lui qu'il mène alors une vie frugale, tout entière dévolue à ses livres, mais dévore tous les journaux.
Bien qu'il n’ait pas fondé de famille, il était très entouré, notamment par l'éditeur Oscar Berger-Levrault et ses associés Jules et Charles Norberg, et d'autres optants installés à Paris.
Il est mort chez Mme Ackermann, veuve de l'un de ses amis.

## Bibliographie alsacienne

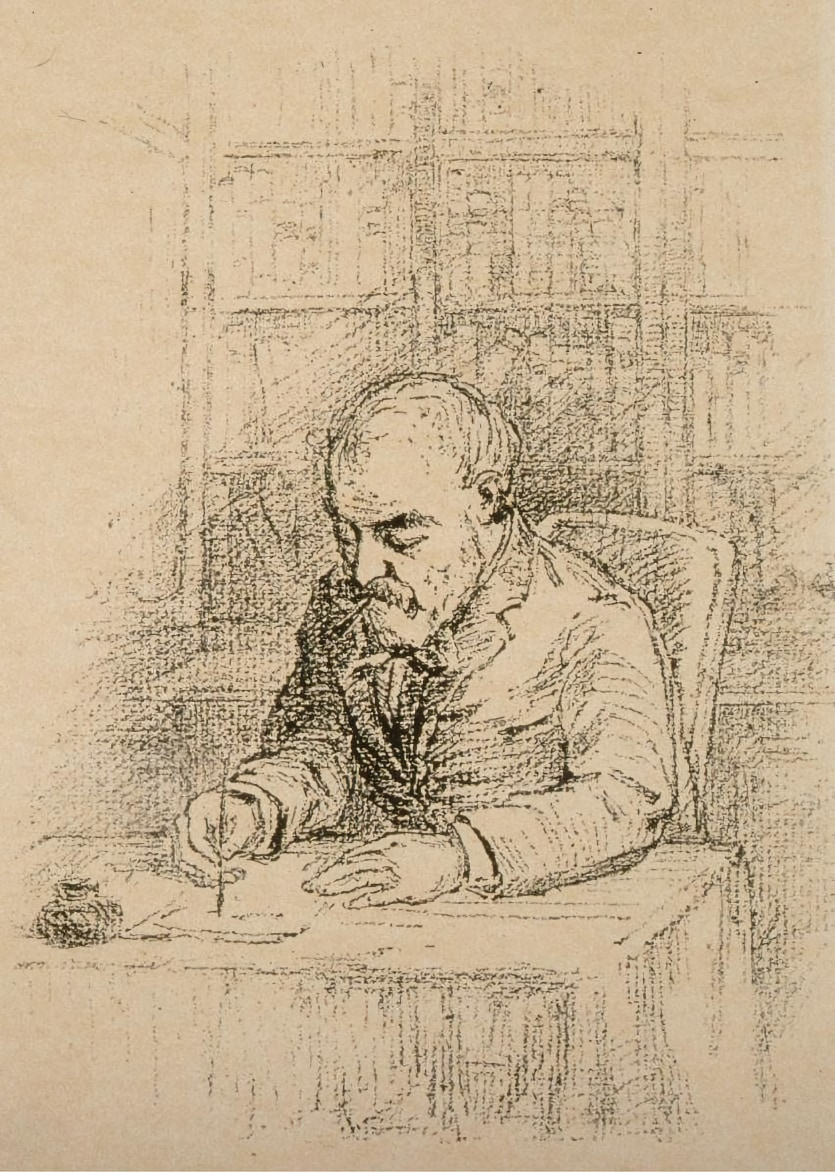
Portrait de Charles Mehl (1831-1896), mi-corps, 3/4 à gauche au crayon.